# Eugène Reuchsel
Eugène Reuchsel   (1r arrondissement de Lió, 21 de juliol de 1900 - Pollionnay, 22 de setembre de 1988) fou un pianista, especialista de Chopin i Liszt, organista i compositor.
Descendent d'una il·lustre família de músics d'origen alemany, era el fill d'Amédée (1875-1931) i net de Léon (1840-1915). Va estudiar composició de piano, orgue i música al Conservatori de París, on va obtenir el primer premi de piano als 16 anys.
Després de completar els seus estudis, va ser contractat com a solista en orquestres famoses de París: la Concerts Colonne, Orchestre Lamoureux, Pasdeloup orquestra. Des de llavors, va oferir nombrosos recitals a Europa, Amèrica i el nord d'Àfrica, on el mariscal Lyautey el va rebre la millor acollida.
Després de la segona guerra mundial, Reuchsel va continuar les seves gires internacionals: Àfrica Occidental, Àfrica Equatorial, Madagascar, Illes de la Reunió i Maurici, etc. Al mateix temps, va actuar a tots els principals teatres parisencs: Châtelet, Eduardo VII, Mogador, Theatre Champs Elysees, Erard, Gaveau, Pleyel, Palais de Chaillot durant les "Grandes Nuits Musicales", etc.
Entre dues torres, Reuchsel venia a la seva vil·la "Croknotes", construïda el 1927 a Rayol per l'arquitecte Edouard Mas. La casa, prop del mar, s'obre en aquesta darrera. Una de les peculiaritats de la vila és que té un orgue a la sala d'estar, amb un túnel de vent al soterrani. També hi ha dues sales de concerts, una de les quals es dona a l'Ajuntament de Rayol-Canadel. Reuchsel també va formar estudiants, com el compositor Jean-Patrick André nascut el 1954.

Reuchsel va morir el 1988. És enterrat al cementiri de Rayol-Canadel. Tornem al lema de la seva vida:
| « | La música era el nostre secret, el nostre ideal, la nostra alegria de la vida. | » |

## Distincions
- Oficial de la Legió d'Honor,
- Cavaller de l'Orde de l'Estrella Negra.

## Treballs
Per a piano
- 3 Bourrées, Paris, Billaudot.

Per a orgue
- Promenades en Provence,[5] (1938–1973), three collections, Lemoine

1. Vieux Noëls Provençaux (Nuit de Noël à Saint-Tropez)
2. Les Grandes Orgues de la Basilique de Saint-Maximin
3. Tambourinaires sur la place des Vieux Salins
4. Nuages ensoleillés sur le Cap Nègre
5. Le Cloître de Saint-Trophime à Arles
6. Petit Cimetière et Cyprès autour de la vieille église de Bormes-les-Mimosas
7. Voiles multicolores au port de Toulon
8. Les Cloches de Notre-Dame des Doms en Avignon
9. Jour de fête aux Saintes-Maries de la Mer
10. Profil de la Porte d’Orange à Carpentras
11. Le Moulin d’Alphonse Daudet à Fontvieille
12. La Chartreuse de Montrieux au crépuscule
13. Visions à l’Abbaye de Sénanque: La Foi en Dieu – La Joie en Dieu

- Évocation de Louis Vierne,[6] (1979)

1. Lent et large: La rosace ensoleillée scintille de mille feux colorés au-dessus du Grand Orgue
2. Très lent et douloureux: Son âme d’artiste chante l’espoir de sa délivrance des ténèbres
3. Très lent: La lumière géniale luit dans ses yeux d’aveugle

- Huit Images de Provence, (1984), Universal

1. Assauts de vagues aux rochers de l’Ile de Port-Cros
2. Balancements des barcasses colorées au Vieux Port de Saint-Tropez
3. Hallucinante évocation des Moines aux ruines de la Chartreuse de la Verne
4. L’Étoile Radieuse de Moustiers Sainte-Marie
5. Humble petit oratoire à l’ombre d’oliviers séculaires
6. Coucher de Soleil sur les majestueuses Tours du Château de Lourmann
7. Douceur des Champs de Lavande fleurie
8. Coup de Mistral en Garrigue Provençale

- Six Pièces de Concert, en hommage à la mémoire d’Aristide Cavaillé-Coll (1985/86), Universal

1. Prélude en style fugué double
2. Intermède (Obsession d'un thème)
3. Quiétude et Espérance
4. Joies et Enthousiasmes
5. Recueillement et Béatitude
6. Final en style Toccata

- Bouquet de France (1986/87), Universal

1. Le pauvre Laboureur (version Bressanne)
2. Rossignolet du Bois joli (version Bressanne)
3. La Fille aux Oranges (version Niçoise)
4. Le Retour du Marin (version de l’Ouest)
5. Là-haut sur la Montagne (Pastourelle d’Alsace)
6. Douce Merveille (Noël Strasbourgeois de 1697)
7. Voici le joli Mois de Mai (version Dauphinoise)
8. Ma Mère m’envoie-t-au Marché (version de l’Ouest)
9. Berceuse (du pays d’Auvergne)
10. V’là la Saint-Martin (version Bressanne)

- La Vie du Christ: Évocations d’après l’Évangile de Saint Luc for Grand-Organ (1987) Universal, 2006

1. L’Annonciation (Luc 1, 31)
2. La Nativité (Luc 2, 6-7)
3. Le Baptême (Luc 3, 21-22)
4. La Prophétie accomplie (Luc 4, 20-21)
5. Les Béatitudes (Luc 6, 20)
6. La Pécheresse pardonnée (Luc 7, 47 et 50)
7. La Tempête apaisée (Luc 8, 24-25)
8. La Multiplication des Pains (Luc 9, 16-17)
9. La Transfiguration (Luc 9, 32 et 35)
10. La Parabole de la lumière (Luc 11, 33 et 36)
11. La Grâce de Dieu (Luc 17, 21)
12. Les Enfants jouent près de Jésus (Luc 18, 16-17)
13. L’Aveugle (Luc 18, 35-42)
14. L’Entrée à Jérusalem (Luc 19, 37-38)
15. La Cène (Luc 22, 19)
16. Le Crucifiement (Luc 23, 33)
17. La Résurrection (Luc 24, 5-6)
18. La Promenade à Emmaüs (Luc 24, 30-31)
19. L’Ascension (Luc 24, 50-51)
20. Le Crucifiement (Luc 23, 33)
21. La Résurrection (Luc 24, 5-6)
22. La Promenade à Emmaüs (Luc 24, 30-31)
23. L’Ascension (Luc 24, 50-51)

## Discografia
- Éditions Lade Recordings of the main organ works of the Reuchsel family.
- France Orgue Discography established by Alain Cartayrade.
- Pro Organo Promenades en Provence complete, recorded at St Louis' Cathedral, St Louis, Missouri.
- Resonus Classics Arxivat 2021-09-27 a Wayback Machine. La Vie du Christ and Bouquet de France complete, recorded at St Giles' Cathedral, Edinburgh.